# جشنواره فیلم کن ۱۹۷۱
بیست چهارمین دوره جشنواره فیلم کن در تاریخ ۱۲ می تا ۲۷ می ۱۹۷۱ (۲۲ اردیبهشت تا ۶ خرداد ۱۳۵۰) برگزار شد. در در این دوره میشله مورگان فرانسوی به عنوان رئیس هیئت داوران انتخاب شده بود و فیلم واسطه به کارگردانی جوزف لوزی توانست نخل طلا را برنده شود.
جشنواره با فیلم پناهم بده، مستندی درباره گروه راک انگلیسی رولینگ استونز به کارگردانی آلبرت و دیوید میزلز و شارلوت زورین آغاز شد و با فیلم ازدواج کرده‌های سال دو به کارگردانی ژان پل راپنو پایان یافت.   این جشنواره به چارلی چاپلین ادای احترام کرد و نشان افتخار رده فرماندهی لژیون دونور را به وی اهدا کرد.  

## هیئت داوران
افراد زیر به عنوان هیئت داوران بخش مسابقه منصوب شدند:  

### فیلم های بلند
1. میشل مورگان ، بازیگر فرانسوی - رئیس هیئت داوران
2. پیر بیلار ، روزنامه‌نگار و منتقد فیلم فرانسوی
3. مایکل بیرکت ، تهیه کننده فیلم بریتانیایی
4. آنسلمو دوارته ، فیلمساز برزیلی
5. ایستوان گال ، فیلمساز مجارستانی
6. سرجیو لئونه ، فیلمساز ایتالیایی
7. الکساندر پتروویچ ، فیلمساز یوگسلاوی
8. موریس ریمز ، مورخ هنر و رمان نویس فرانسوی
9. اریش سگال ، نویسنده آمریکایی

فیلم های کوتاه
1. ورا ولمن، روزنامه نگار فرانسوی - رئیس هیئت داوران

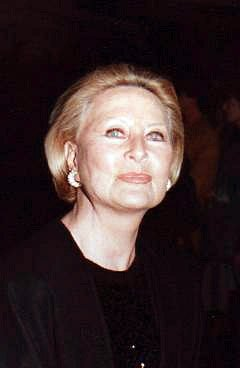
میشله مورگان، رئیس هیئت داوران

2. چارلز دوانل، سوئیس
3. اتین نوولا، فرانسه

## انتخاب‌های رسمی

### فیلم‌های بخش رقابتی فیلم‌های بلند
|    | عنوان (ترجمه از انگلیسی) | عنوان انگلیسی                      | عنوان اصلی                    | کارگردان(ها)                     | کشور                                      |
| -- | ------------------------ | ---------------------------------- | ----------------------------- | -------------------------------- | ----------------------------------------- |
| ۱  | آخرالزمان                | Apocalypse                         | Apokal                        | Paul Anczykowski                 | آلمان غربی                                |
| ۲  | مابین معجزه‌ها            | Between Miracles                   | Per grazia ricevuta           | نینو مانفردی                     | ایتالیا                                   |
| ۳  | قایقی بر علفزار          | The Boat on the Grass              | Le Bateau sur l'herbe         | ژرار براش                        | فرانسه                                    |
| ۴  | خانم خلیفه               | Lady Caliph                        | La califfa                    | آلبرتو بیویلاکوا                 | فرانسه                                    |
| ۵  | مرگ در ونیز              | Death in Venice                    | Morte a Venezia               | لوکینو ویسکونتی                  | ایتالیا-فرانسه                            |
| ۶  | گفت، بران                |                                    | Drive, He Said                | جک نیکلسون                       | ایالات متحده آمریکا                       |
| ۷  | زندگی خانوادگی           | Family Life                        | Życie rodzinne                | کریستوف زانوسی                   | لهستان                                    |
| ۸  | پرواز                    | The Flight                         | Бег                           | الکساندر آلوف و ولادیمیر نائوموف | اتحاد جماهیر شوروی                        |
| ۹  | واسطه                    |                                    | The Go-Between                | جوزف لوزی                        | ایالات متحده آمریکا - انگستان             |
| ۱۰ | گویا، روایتی از تنهایی   | Goya, a Story of Solitude          | Goya, historia de una soledad | نینو کوودو                       | اسپانیا                                   |
| ۱۱ | جو هیل                   | Joe Hill                           | Joe Hill                      | بو ویدربرگ                       | سوئد - ایالات متحده آمریکا                |
| ۱۲ | جانی تفنگش را برداشت     |                                    | Johnny Got His Gun            | دالتون ترامبو                    | ایالات متحده آمریکا                       |
| ۱۳ | لوت                      |                                    | Loot                          | سیلویو ناریزانو                  | بریتانای کبیر                             |
| ۱۴ | عشق                      | Love                               | Szerelem                      | کارولی ماک                       | مجارستان                                  |
| ۱۵ | ازدواج کرده‌های سال دو    | The Married Couple of the Year Two | Les mariés de l'an II         | ژان پل راپنو                     | فرانسه - ایتالیا - رومانی                 |
| ۱۶ | میرا                     | Mira                               | Mira                          | فونس رادماکرس                    | هلند - بلژیک                              |
| ۱۷ | نجوای قلب                | Murmur of the Heart                | Le souffle au cœur            | لویی مال                         | فرانسه - ایتالیا - آلمان غربی             |
| ۱۸ | وحشت در نیدل پارک        |                                    | The Panic in Needle Park      | جری شاتزبرگ                      | ایالات متحده آمریکا                       |
| ۱۹ | پیندوراما                |                                    | Pindorama                     | Arnaldo Jabor                    | برزیل                                     |
| ۲۰ | رافائل، یا فاسق          | Raphael, or The Debauched One      | Raphaël ou le Débauché        | میشل دوویل                       | فرانسه                                    |
| ۲۱ | ساکو و وانزتی            | Sacco & Vanzetti                   | Sacco e Vanzetti              | جولیانو مونتالدو                 | ایتالیا - فرانسه                          |
| ۲۲ | حیوانات بیمار            | Sick Animals                       | Animale bolnave               | Nicolae Breban                   | رومانی                                    |
| ۲۳ | روحی برای شیاطین         | A Soul to Devils                   | Yami no naka no chimimoryo    | کو ناکاهیرا                      | ژاپن                                      |
| ۲۴ | فرار از خانه             |                                    | Taking Off                    | میلوش فورمن                      | ایالات متحده آمریکا                       |
| ۲۵ | بیدارشدن در وحشت         |                                    | Wake in Fright                | تد کوچف                          | استرالیا - بریتانیا - ایالات متحده آمریکا |
| ۲۶ | پرسه                     |                                    | Walkabout                     | نیکلاس روگ                       | بریتانیا - استرالیا - ایالات متحده آمریکا |

## برندگان رسمی
- نخل طلا: واسطه - جوزف لوزی
- جایزه بزرگ:
  - جانی تفنگش را برداشت - دالتون ترامبو
  - فرار از خانه - میلوش فورمن
- جایزه هیئت داوران جشنواره فیلم کن:
  - جو هیل - بو ویدربرگ
  - عشق - کاروی ماک
- جایزه بهترین بازیگر مرد جشنواره فیلم کن: ریکاردو کوچولا برای ساکو و وانزتی (فیلم)
- جایزه بهترین بازیگر زن جشنواره فیلم کن: کیتی وین برای وحشت در نیدل پارک